# Total Rénovation : Frères en affaires
Total Rénovation : Frères en affaires est une émission de télévision canadienne présentée par les deux frères Drew et Jonathan Scott, diffusée du 4 janvier 2011 au 2 avril 2018 sur W Network puis depuis le 3 septembre 2018 sur HGTV Canada.
Aux États-Unis, l'émission est diffusée depuis le 18 mai 2011 sur HGTV. En France, elle est diffusée depuis le 20 octobre 2019 sur TFX.

## Concept
Drew est un négociateur immobilier qui recherche des maisons négligées et négocie leurs achats. Son frère, Jonathan, est un entrepreneur agréé qui rénove ensuite les maisons. Ensemble, les Property Brothers aident les familles à trouver, acheter et transformer leur habitation en maison de rêve selon un calendrier et un budget stricts,.

## Émissions
| Saison                 | Saison                 | Saison            | Émissions | Canada            | Canada            | États-Unis        | États-Unis        |
| Drapeau des États-Unis | Drapeau des États-Unis | Drapeau du Canada | Émissions | Début de saison   | Fin de saison     | Début de saison   | Fin de saison     |
| ---------------------- | ---------------------- | ----------------- | --------- | ----------------- | ----------------- | ----------------- | ----------------- |
|                        | 1                      | 1                 | 13        | 4 janvier 2011    | 29 mars 2011      | 18 mai 2011       | 22 juin 2011      |
|                        | 2                      | 2                 | 13        | 6 octobre 2011    | 1er mai 2012      | 19 octobre 2011   | 14 mars 2012      |
|                        | 3                      | 2                 | 13        | 6 octobre 2011    | 1er mai 2012      | 13 juin 2012      | 22 août 2012      |
|                        | 4                      | 3                 | 13        | 4 septembre 2012  | 12 septembre 2013 | 9 janvier 2013    | 27 mars 2013      |
|                        | 5                      | 3                 | 13        | 4 septembre 2012  | 12 septembre 2013 | 28 août 2013      | 20 novembre 2013  |
|                        | 6                      | 4                 | 13        | 21 janvier 2014   | 27 mai 2015       | 19 mars 2014      | 23 juillet 2014   |
|                        | 7                      | 4                 | 13        | 21 janvier 2014   | 27 mai 2015       | 7 janvier 2015    | 27 mai 2015       |
|                        | 8                      | 5                 | 13        | 14 septembre 2015 | 22 août 2016      | 7 octobre 2015    | 28 octobre 2015   |
|                        | 9                      | 5                 | 13        | 14 septembre 2015 | 22 août 2016      | 17 février 2016   | 2 novembre 2016   |
|                        | 10                     | 6                 | 13        | 24 octobre 2016   | 2 avril 2018      | 16 novembre 2016  | 15 mars 2017      |
|                        | 11                     | 6                 | 13        | 24 octobre 2016   | 2 avril 2018      | 11 octobre 2017   | 7 février 2018    |
|                        | 12                     | 6                 | 13        | 24 octobre 2016   | 2 avril 2018      | 14 février 2018   | 12 septembre 2018 |
|                        | 13                     | 7                 | 13        | 3 septembre 2018  | en cours          | 19 septembre 2019 | 30 janvier 2019   |
|                        | 14                     | 7                 | en cours  | 3 septembre 2018  | en cours          | 6 février 2019    | en cours          |